# Élections sénatoriales françaises de 1924
Les élections sénatoriales françaises de 1924 se déroulent le 6 janvier 1924 et ont pour but de renouveler la série B du Sénat.

## Résultats

### Sièges par tendance
| Tendances politiques | Tendances politiques | Sièges sortants                                      | Sièges obtenus | Sièges totaux |    | Tendances politiques   | Sièges sortants | Sièges obtenus | Sièges totaux |
| -------------------- | -------------------- | ---------------------------------------------------- | -------------- | ------------- | -- | ---------------------- | --------------- | -------------- | ------------- |
|                      | Droites              |                                                      | 36             |               |    | Conservateurs          |                 | 16             |               |
|                      | Droites              | Républicains progressistes - Fédération républicaine | 36             |               | 20 |                        |                 |                |               |
|                      | Gauches              |                                                      | 80             |               |    | Républicains de gauche |                 | 37             |               |
|                      | Gauches              | Radicaux indépendants                                | 80             |               |    |                        |                 | 37             |               |
|                      | Gauches              | Radicaux et radicaux-socialistes                     | 80             |               | 37 |                        |                 |                |               |
|                      | Gauches              | Socialistes                                          | 80             |               | 6  |                        |                 |                |               |
| Total                | Total                | 116                                                  | 116            | 315           |    |                        | 116             | 116            | 315           |

### Sièges par groupe
|                        |                                                                           |                |               |  |  |  |
| Groupes parlementaires | Groupes parlementaires                                                    | Sièges obtenus | Sièges totaux |  |  |  |
|                        | Groupe de la Gauche Démocratique, Radicale et Radicale-Socialiste (GDRRS) | 59             | 166           |  |  |  |
|                        | Groupe de l'Union Républicaine (UR)                                       | 33             | 101           |  |  |  |
|                        | Groupe de Gauche Républicaine (GR)                                        | 13             | 34            |  |  |  |
|                        | Groupe de la Droite (DR)                                                  | 11             | 14            |  |  |  |
|                        |                                                                           |                |               |  |  |  |
| Total                  | Total                                                                     | 315            | 315           |  |  |  |